# 국민정신총동원조선연맹
국민정신총동원조선연맹(國民精神總動員朝鮮聯盟)는 1938년에 동아일보의 김성수, 조선일보의 방응모, 이화여대의 김활란 등이 결성한 전시동원 선전조직으로 그 회원의 수가 삼만여 명에 이루었다. 이 조직의 간사는 장면 전 총리가 맡았고 이들은 전국에 감시망을 만들어 전쟁 동원 조직을 형성하였다.
이 조직에 이광수, 최남선, 서정주, 모윤숙, 김동환 등의 작가들이 가세하였다. 이들은 1939년에 공표된 국민징용령에 맞추어 조선인들을 일본의 탄광과 공장으로 보내는 데 앞장섰으며, 자원입대와 일본군 위안부 모집에 열을 올렸다.
그들은 일상 생활에서 일본화를 주장했는데, 일본어로 대화하고 일본 음식과 일본 옷을 입고 일본 노래를 부르기를 권유하였다.